# Ирисовое масло
Ирисовое масло — эфирное масло, содержится в корневищах ириса Iris pallida Lam., произрастающего в Молдавии, Крыму, во Франции, Италии, Марокко и других странах.
Существует два вида ирисового масла:
- Конкрет ириса (ирисовое масло-конкрет)
- Абсолютное ирисовое масло (абсолю)

## Свойства
Ирисовое масло-конкрет — светло-жёлтая воскообразная масса с сильным запахом фиалки. Растворимо (при 50 °C) в этаноле, бензилбензоате, растительных и минеральных маслах; нерастворимо в воде и глицерине.
Абсолютное ирисовое масло — подвижная жёлтая жидкость с сильным запахом фиалки. Растворимо в этаноле (1:0,5 в 90%-м, 1:1 в 80%-м) и органических растворителях; нерастворимо в воде.
|                           | tпл, °С   | {\displaystyle {\mbox{d}}_{20}^{20}} | {\displaystyle [{\mbox{n}}]_{\mbox{D}}^{45}} | Кислотное число | Эфирное число |
| ------------------------- | --------- | ------------------------------------ | -------------------------------------------- | --------------- | ------------- |
| Ирисовое масло-конкрет    | +36 — +45 | 0,898 — 0,918                        | 1,434 — 1,448                                | 175 — 212       | 16 — 40       |
| Абсолютное ирисовое масло | —         | 0,930 — 0,940                        | 1,492 — 1,500                                | не выше 6,5     | 45 — 60       |

## Состав
В состав масла входят — миристиновая кислота (более 85 %) и её эфиры, α-, β-, γ-, нео- и изо-нероны, гераниол, бензиловый спирт, нонаналь, 2-ноненаль, деканаль, бензальдегид, ацетофенон, эвгенол, метиловые эфиры лауриновой, олеиновой, пальмитиновой, стеариновой и других кислот и другие компоненты.

## Получение
Ирисовое масло-конкрет получают из измельчёных, высушенных и ферментированных в течение 6 месяцев при 40 °C из двух- и трехлетних корневищ ириса путём отгонки с паром, выход масла 0,16—0,27 %.
Абсолютное ирисовое масло получают из масла-конкрета после отделения миристиновой кислоты, путём обработки масла-конкрета гидроксидами натрия или кальция.
Основные производители — Франция и Италия.

## Применение
Применяют как компонент парфюмерных композиций и отдушек для косметических изделий.